# Alberto Bertelli
Alberto Bertelli, conhecido como "Véio" (São Roque, São Paulo, 3 de outubro de 1914 — Rio Claro,1980 (66 anos), São Paulo), foi um aviador e pioneiro da acrobacia aérea brasileira.

## Biografia
Inicialmente um entusiasta do automobilismo, a partir de 1935, quando se mudou para as proximidades do Campo de Marte, assistiu uma exibição aérea, e passou a frequentar os meios de aviação.
Superando muitas adversidades, inclusive alguns acidentes que por pouco não lhe tiraram a vida, Bertelli conseguiu realizar seus desejos, e é considerado no meio, uma figura legendária aviação brasileira.
Para fazer o curso de pilotagem, trabalhava junto com seu irmão, consertando máquinas, escavadeiras, tratores, dragas e qualquer coisa que aparecesse pela frente, em uma empresa de construção.
Bertelli obteve seu brevê de piloto comercial em 1944, realizou mais de 2.000 apresentações de acrobacia aérea, foi membro honorário da Esquadrilha da Fumaça e foi o único brasileiro a participar na Revoada Pan-Americana de 1949.
Sua influência na FAB, deriva de sua amizade com o Coronel Braga, pilotou por mais de 40 anos, atuando como mecânico de aviões, instrutor, inclusive de planadores, piloto de provas do IPT, e também transportava pessoas enfermas do litoral sul paulista.
Em 1951, mudou-se para a cidade de Iguape, e no ano seguinte para a cidade de Registro.
Ele foi também piloto de provas do Instituto de Pesquisas Tecnológicas da Universidade de São Paulo em São Carlos no Aeroclube de São Carlos e instrutor no Aeroclube de Rio Claro nos anos 70, também foi piloto de táxi aéreo na região do Vale da Ribeira e instrutor também na Escola de Planadores do Clube Politécnico de Planadores de São Paulo.